# 마르타 포베다
마르타 포베다(스페인어: Marta Poveda, 1983년 5월 18일 ~ )는 스페인의 배우이다.